# Armstrong Beach
Armstrong Beach – miasto w Australii, w stanie Queensland, nad Oceanem Spokojnym.